# Ombolata Sawo
Ombolata Sawo is een bestuurslaag in het regentschap Nias Utara van de provincie Noord-Sumatra, Indonesië. Ombolata Sawo telt 1158 inwoners (volkstelling 2010).